# Џо Хан
Џозеф Хан (енгл. Joseph Hahn; 15. март 1977) је режисер и ди-џеј америчког рок бенда Linkin Park.

## Биографија
Џозеф Хан је рођен као треће и најмлађе дете (има две старије сестре) петнаестог марта 1977. године у Даласу (Тексас), али је одрастао у Гленделу (Калифорнија). Џо Хан је полу Кореанац - полу Американац.
Завршио је Herbert Hoover средњу школу у Гленделу 1995 године. Затим је студирао Уметнички факултет дизајна у Пасадини, али није дипломирао. Хан, заједно са Мајком Шинодом, одговоран је за већину омота албума Линкин парка. Петнаестог фебруара 2005. године Хан је оженио Карен Бенедит. Пар се развео 2009. године. Двадесет првог октобра 2012. године Хан се поново жени. Нова и актуелна супруга се зове Хајди Воун, а упознали су се две године пре венчања.

## Каријера
Џо је почео као ди џеј још у средњој школи ,. Касније је студирао Art Center College of Design у Калифорнији. На факултету је упознао Шиноду и придружио се његовом тадашњем бенду Xero.
Џоа су звали „Председник Хан” на полеђини првог ремикс албума Линкин парка Реанимација (енг. Reanimation) чије су песме „With You” и „Cure for the Itch” именоване као „Wth>You” и „Kyur4 TH Ich”. Режирао је неколико концерата Линкин парка као што су они за песму Numb (срп. Укочен), From the inside (срп. Из унутрашњости), What I've Done (срп. Шта сам урадио), Somewhere I Belong (срп. Негде где припадам), Pts.OF.Athrty (срп. Суштина ауторитета), New Divide (срп. Нова подела), Bleed It Out (срп. Искрварити) и Iridescent (срп. Преливање дугиних боја).
Такође је режирао и спотове за Alkaline Trio, Static-X, Story of the Year и Xzibit. У интервјуу 2003. године је за МТВ рекао да је режирање спотова његов главни посао за бенд и да је обрада музике била више као додатна ствар. Познат је по додавању драматичних ефеката у спотовима које режира као на пример убацивање змије у спот Iridescent.
Изван његовог рада у музици, Хан је радио и на The X-Files и минисерији Frank Herbert's Dune. Такође је режирао кратак филм који се зове Семе (енг. The Seed) и стекао право да буде редитељ филма по роману Кине Мијев под називом Краљ пацов.
Режирао је трејлер за видео игрицу , уз сингл The Catalyst. Режирао је и посебан спот за ту песму чија је премијера била 26. августа 2010. године, када и спота за песму Waiting for the End (срп. Чекајући крај) и Burning in the Skies (срп. Горење у небу). Тринаестог априла следеће године Шинода је потврдио да ће спот за Iridescent режирати Џо.
Хан је постао први човек полу Кореанац - полу Американац који је освојио Греми награду, 2002. године када је Линкин парк добио Греми за најбољи хард-рок перформанс. Дизајнирао је кацигу Камуиу Кобајашиу, возачу формуле 1 у новембру 2011. године. Од априла 2012. године, Хан је режирао филмску адаптацију филма Ерика Боугозјена Тржни центар (енг. Mall) , базираном на роману. Музичку партитуру за албум су обрађивали Линкин парк и Алек Пјуро из Дидзи (енг. Deadsy)

## Дискографија
Са Линкин парк
„линк на енглеску вики”.
Друга појављивања
| Година | Снимак                                             | Извођач          | Албум                                              | Белешке                            |
| ------ | -------------------------------------------------- | ---------------- | -------------------------------------------------- | ---------------------------------- |
| 2002   | -{It's Goin' Down (са Мајк Шинода)                 | The X-Ecutioners | Built from Scratch                                 |                                    |
| 2005   | Slip Out the Back                                  | Fort Minor       | The Rising Tied                                    |                                    |
| 2006   | Where'd You Joe? (Ремикс од Where'd You Go)        | Fort Minor       | Fort Minor Militia EP                              | Fort Minor Militia exclusive tracк |
| 2006   | Move On                                            | Fort Minor       | Fort Minor Militia EP                              | Fort Minor Militia exclusive tracк |
| 2007   | Bass on the Bottom (Mr. Hahn и Troublemaker Remix) | Lady Tigra       | Bass on the Bottom (Mr. Hahn + Troublemaker Remix) |                                    |
| 2008   | The Young & the Hopeless (Обрадио Mr. Hahn)        | Good Charlotte   | Greatest Remixes                                   |                                    |
| 2009   | Vegas Baby                                         | Uncle Kracker    | Happy Hour (5-track Demo)}-                        | Издвојено из албума, Happy Hour    |
| 2010   | Black Rock Shooter (Ремикс Џо Хан)                 | Hatsune Miku     | Black Rock Shooter}-                               |                                    |

## Филмографија

### Музички видео
| Година | Наслов                           | Бенд                    | Белешке                                   |
| ------ | -------------------------------- | ----------------------- | ----------------------------------------- |
| 2001   | Papercut                         | Линкин парк             | корежисер Нејтан „Карма” Кокс             |
| 2001   | In the End                       | Линкин парк             |                                           |
| 2001   | Points of Authority              | Линкин парк             |                                           |
| 2002   | Cold                             | Static-X                |                                           |
| 2002   | Symphony in X Major (са Dr. Dre) | Xzibit                  |                                           |
| 2002   | It's Goin' Down                  | The X-Ecutioners        | продуцент и музички гост                  |
| 2002   | Kyur4 TH Ich                     | Линкин парк             | МТВ:Плејбек и камеја изглед               |
| 2003   | Somewhere I Belong               | Линкин парк             |                                           |
| 2003   | Numb                             | Линкин парк             |                                           |
| 2004   | Anthem of Our Dying Day          | Story of the Year       |                                           |
| 2004   | From the Inside                  | Линкин парк             |                                           |
| 2004   | Breaking the Habit               | Линкин парк             | корежисер Кацуто Наказава                 |
| 2005   | Time to Waste                    | Alkaline Trio           |                                           |
| 2007   | What I've Done                   | Линкин парк             |                                           |
| 2007   | Bleed It Out                     | Линкин парк             |                                           |
| 2008   | Shadow of the Day                | Линкин парк             |                                           |
| 2008   | Given Up                         | Линкин парк             | Корежисер Марк Фиоре; заслуге Линкин парк |
| 2008   | Leave Out All the Rest           | Линкин парк             |                                           |
| 2009   | New Divide                       | Линкин парк             |                                           |
| 2010   | The Catalyst                     | Линкин парк             |                                           |
| 2010   | Waiting for the End              | Линкин парк             |                                           |
| 2011   | Burning in the Skies             | Линкин парк             |                                           |
| 2011   | Iridescent                       | Линкин парк             |                                           |
| 2012   | Burn It Down                     | Линкин парк             |                                           |
| 2013   | A Light That Never Comes         | Линкин парк x Стив Аоки |                                           |
| 2014   | Until It's Gone                  | Линкин парк             |                                           |

### Филмови
| Година | Назив | Улога   | Белешке                             |
| ------ | ----- | ------- | ----------------------------------- |
| 2005   |       | Режисер | корежисер Кен Маркедо               |
| 2014   |       | режисер | извршни продусер Винсента Д'Онофрио |